# Partido Liberal Restaurador
El Partido Liberal Restaurador fue un partido político venezolano fundado por el presidente Cipriano Castro en 1899 luego de salir victorioso en el derrocamiento del gobierno presidido por el liberal amarillo Ignacio Andrade el 23 de octubre de 1899, en el marco de la Revolución Liberal Restauradora.

## Historia
A diferencia de los partidos u organizaciones políticas que se conocen en la actualidad, el Partido Liberal Restaurador no ostentó una estructura ideológica y organizativa claramente definida, sino más bien se regía exclusivamente bajo los dictámenes del líder, esto debido a la escasa cultura política que caracterizaba aquellos tiempos. Su lema fue "Nuevos hombres, nuevos ideales, nuevos procedimientos".
Cabe destacar que se mantuvieron iniciativas legislativas como: la Ley de Divorcio Civil, reforma del Código de Minas y la más destacada, la elaboración mediante congreso constituyente de una nueva Constitución Federal, todas ellas promulgadas en 1904.

## Disolución
La trayectoria de dicha organización fue de pocos años, existiendo presumiblemente hasta poco después del 19 de diciembre de 1908 cuando el gobierno del presidente Castro es objeto de un golpe de Estado perpetrado por el General Juan Vicente Gómez, quien fuera uno de sus más allegados colaboradores, lo cual se puede considerar que dicha organización política mantuvo una permanencia efímera en el escenario político venezolano.[cita requerida]